# Duna–Tisza közi homokhátság

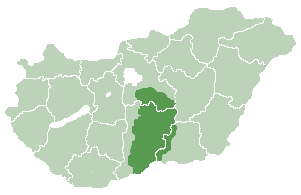

A Duna–Tisza közi homokhátság Magyarország tájegysége az Alföldön, mely az ország területének körülbelül tizedrészét magába foglalja és legértékesebb természeti kincse a Kiskunsági Nemzeti Park. Az ENSZ Élelmezésügyi és Mezőgazdasági Világszervezete (FAO) 2004-ben a félsivatagos övezetek közé sorolta. Északi tájegysége a Kiskunsági homokhát, a középső a Kiskunsági löszös hát és a Bugaci-homokhát, a déli pedig a Bácskai-síkvidék nevet viseli.

## Elhelyezkedése
A Duna–Tisza közi homokhátság kiterjedése megközelítőleg 10 000 négyzetkilométer. Nagyrészt a Duna–Tisza köze síkvidéki kistájait fedi le, de velük nem teljesen azonos. Gyakran említik a Duna–Tisza köze vagy a Kiskunság részeként, azonban mivel Magyarország természeti tájainak rendszertani felosztásában e módon nem szerepel, a homokhátság nem illeszthető egyik klasszikus tájbeosztási kategóriába sem. A térség közigazgatásilag sem határolható le egyértelműen, hiszen bár jó része Bács-Kiskun vármegyében található, lényeges részei átnyúlnak Pest és Csongrád-Csanád vármegyébe is.

## Földrajza

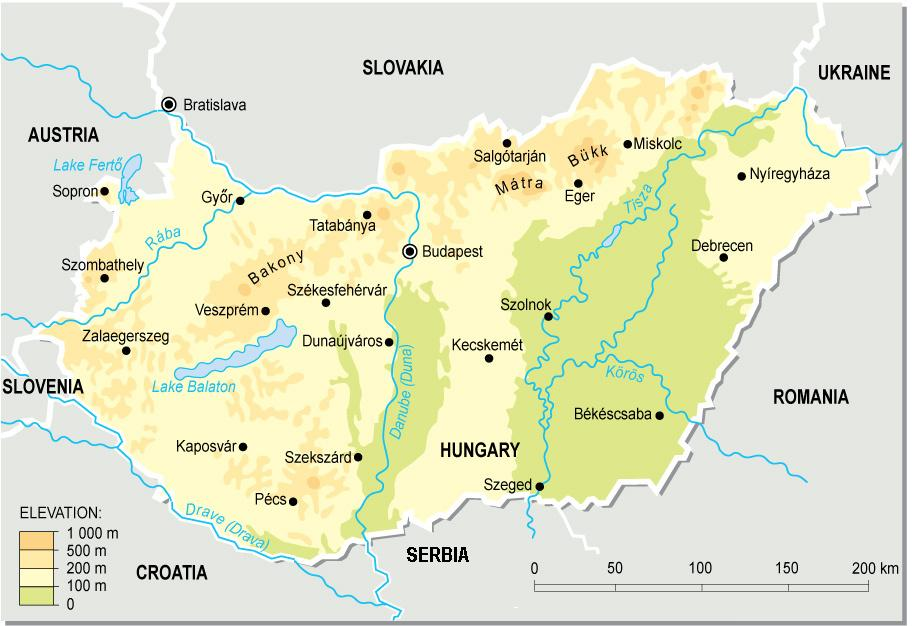
Magyarország domborzati térképe

A Duna–Tisza közi homokhátság egyszerre az ős Duna hordalékkúpjának megmaradt természeti képződmény és ember által átalakított „kultúrtáj”, hiszen mai arculatának kialakításában döntő szerepet játszott a történelem és az itt élő lakosság. Az  erdőségeken, mocsarakon kívüli megművelt föld a tatárdúlást követően – mely során az addigra már kialakult településhálózat gyakorlatilag elpusztult – vált pusztasággá. Az erdőirtások, a mezővárosok állattartása is hozzájárult a felszín eróziójához, később pedig a folyószabályozások, erdőtelepítések, és a tanyák megjelenése, majd a kollektivizálással együtt járó intenzív mezőgazdasági művelés változása alakította a tájat.
A Duna–Tisza közi homokhátság ökoszisztémái alapvetően három földrajzi közép-táji egységbe tartoznak: a Duna–Tisza közi Hátság, a Duna menti síkság és az Alsó-Tisza-vidék térségeibe. A Hátság felszínét lepelhomok-síkságok, tagolt homokbucka vonulatok és ezek formakincse jellemzi, eróziós deflációs mélyedésekkel, melyekben korábban időszakos szikes tavak és mocsarak sokasága volt. A hátsági homokterületek valójában az Ős-Duna hordalékkúpjainak maradványai. A dunai eredetű hordalék a felső pliocénban – pleisztocénban települt a pannon–üledékekre, majd a folyóvízi feltöltődés után a Duna elhagyta a területet és ezután erőteljes eolikus (szél által mozgatott) üledék felhalmozódás indult meg. A Hátságot felépítő üledékek (homok, löszös homok, lösz) települési iránya Ény-Dk-i, mely az uralkodó széliránynak felel meg. A ma megfigyelhető buckavonulatok néhány tíz méterrel magasodnak a Duna és Tisza-völgy fölé.
A Duna–Tisza közi homokhátság keleti pereme már az Alsó-Tiszavidék egykori ártereivel találkozik, míg a Duna–Tisza köze nyugati részén, a Duna menti síkságon a Kiskunsági Nemzeti Park nagy kiterjedésű szikesei találhatók. A Felső-Kiskunsági puszta, a Felső-Kiskunsági tavak és Miklapuszta kialakulásában azonos földrajzi tényezők hatottak. Egyediségük alapján viszont sokban különböznek egymástól. E területek kialakulása a másodlagos szikesedésnek köszönhető. Az 1800-as évek közepéig tartó, állandóan ismétlődő dunai árvizek és a tartós vízborítottság meggátolta az összefüggő szikesek kialakulását. Az árvíz-mentesítési munkák és belvízelvezetések, valamint meliorációs tevékenység miatt az ország második legnagyobb szikes területe jött itt létre. A szikes formáció legészakibb tagja a Felső-Kiskunsági puszta, mely 11000 hektár nagyságú. Felszínét tágas rétek, legelők uralják a közéjük beékelődő zárvány-szántókkal. Az északi részén vízzel borított laposok, nagyobb vízállások szakítják meg a puszta háborítatlanságát. Sok helyen, a talajon, fehér foltok árulkodnak a szikes jellegről. A talajok rossz vízgazdálkodása és az uralkodó agyagásványok miatt változatos mikrodomborzati formák jellemzik a szikeseket. Tál alakú mélyedések, magasabban fekvő szikpadkák és szikfokok váltakoznak. A vízellátottság és a talajadottságok miatt a szikesek növénytársulásait sótűrő fajok uralják. Itt található a Duna–Tisza köze legnagyobb összefüggő szikes talajtakarója, melyet rossz vízháztartású, mezőgazdasági hasznosításra alkalmatlan szoloncsák-szolonyec talajok jellemeznek. Tájképi és felszínalaktani karakterét a Duna hátrahagyott medermaradványi és üledékei határozzák meg.
A Duna–Tisza közi homokhátság legértékesebb természeti kincsei az 1975-ben alapított Kiskunsági Nemzeti Park területein találhatók. Ezek bár szigetszerűen helyezkednek el, mégsem választhatók el a határos hátsági területektől, hiszen a felszín alatti vizek, a szárazodás és az ezzel együtt járó környezeti konfliktusok ezeket a védett övezeteket is súlyosan érinthetik, más szóval a homokhátsági problémák egyúttal nemzeti parki problémák is lehetnek.
Ma a nemzeti park igazgatósága kilenc különálló nemzeti parki egység, két tájvédelmi körzet és tizenhét természetvédelmi terület felügyeletét és kezelését látja el 76 000 hektár kiterjedésű területen. A 48 000 ha nagyságú nemzeti parki törzsterületek többségükben Kecskeméttől nyugati-délnyugati irányban a homokhátságon és a Duna mentén fekszenek. A nemzeti park területének kétharmad része Bioszféra Rezervátum, a szikes tavak és a Kolon-tó pedig a Ramsari egyezmény alapján nemzetközi jelentőségű vadvizes élőhely. E két diploma nemzetközi elismerését is igazolja az itteni természeti értékeknek. A Duna–Tisza köze egykor változatos természeti képeit ma is felfedezhetjük a Kiskunsági Nemzeti Park védett területein. A síksági tájtípusokon elterülő védett területek karakterükben jól elkülönülnek egymástól. A Duna-menti síkságon fekvő szikes területek a tökéletes síkságok jellegzetes példái. Ettől keletre, a már magasabban fekvő Duna–Tisza közi homokhátság szélformázta vonulatai húzódnak. A két előbbi terület határa mentén találhatók a hosszan elnyúló turjánvidék mocsarai. A Duna–Tisza köze déli részén a Bácskai löszplató nyúlványai és mély futású völgyei érintkeznek a kiterjedt homokterületekkel. A kultúrtájjá formálódott vidék védett területeinek élőhelyi adottságai sok érdekességet tartogatnak. Változatos élőhelyei közül említést érdemelnek a lápok, láprétek, mocsárrétek, nedves kaszálok, valamint az itt található homokterületek és homoki erdők. Lápi és homoki nyírfás erdőrészletei kivételes értéket képviselnek. Erdőrezervátumai évszázados tölgyfákat őriznek. Számos példa van itt, a homoki, a szikes és lápi szukcesszió változataira és átmeneteire. Területén mind a szikes, mind a homokterületekre jellemző fészkelő madár előfordul.
A térség különböző élőhelyeket ölel fel, nagyszámú jelentős, ritka/védett fajjal. Füves és vizes élőhelyek, erdők, puszták, rétek, mezőgazdasági hasznosítású gyepek váltják egymást. Kiemelkedő jelentőségűek a geomorfológiai képződmények, a homokbucka alakzatok a változatos terep és talajtípusok és azok kombinációi teszik egyedivé a tájat. A homokbuckák között szélvájta medrekben kisebb-nagyobb szikes tavak alakultak ki. Ma ezek közül csak kevésben gyűlik össze a víz, nagy részük kiszáradt medrében zárt gyep fejlődött. A szárazodás folyamata sajnos az élővilág változását, esetenként elszegényedését is maga után vonta. Az utóbbi évtizedekben száradt ki a Kondor-tó, a Szívós- és a Szappan szék, és a bugaci Szappanos-tó. A nemzeti park változatosságát és fajgazdagságát mozaikos felépítésének köszönheti. Ez a felépítés paradox módon magába foglalja azt a több évszázados tájhasználatot is, mely a Duna–Tisza köze összefüggő természeti képét megbontotta.
A térség kulturális értékei is egyedülállóak. A hagyományos gazdálkodás, a jellemző tanyai életforma jelentős szerepet játszott a kiskunsági táj mai képének kialakulásában. Fenntartásuk a természeti értékek megőrzésében nélkülözhetetlen. Ki kell emelnünk a géntartalékok fenntartását, az ősi magyar háziállatok eredeti pusztai környezetben a hagyományos külterjes körülmények közötti fenntartásának a hagyományos táji tevékenységként végzett, kiskunsági pásztorélet emlékeinek támogatását. A természeti és néprajzi értékek ötvözetei az alföldi gazdálkodás kultúrköréhez kötődnek.

## Történelme
A földtörténeti ókor kristályos kőzetei mintegy másfélezer méter mélységben találhatók, ezekre a földtörténeti középkorban mész, a pleisztocénban és a holocénban üledékes anyag települt. A felszín formálásában azonban a szél és a víz játszott nagyobb szerepet. A felszínt részben jó minőségű barnahomok, részben homok, futóhomok, részben pedig szikes talaj borítja.

## Települései
- Szabadszállás, Fülöpszállás, Kerekegyháza, Izsák, Orgovány, Mikebuda, Nyársapát, Kecskemét

## Vízrajza
A Duna–Tisza közi homokhátság rendkívül szegény felszíni vizekben. Az időszakos vízfolyások a területéről délkeleti irányba, a Tisza felé tartanak. A szabályozási munkálatok során közel 5 ezer km hosszban épített csatornarendszer többsége a nagyrészt éghajlati és antropogén hatásra végbement talajvízszint-csökkenés miatt kiszáradt. A klímaváltozás miatt gyakoribbá vált aszályos időszakok következményeként csapadék és öntözés hiányában a növényzet tartós kipusztulása prognosztizálható.